# Sarah Pidgeon

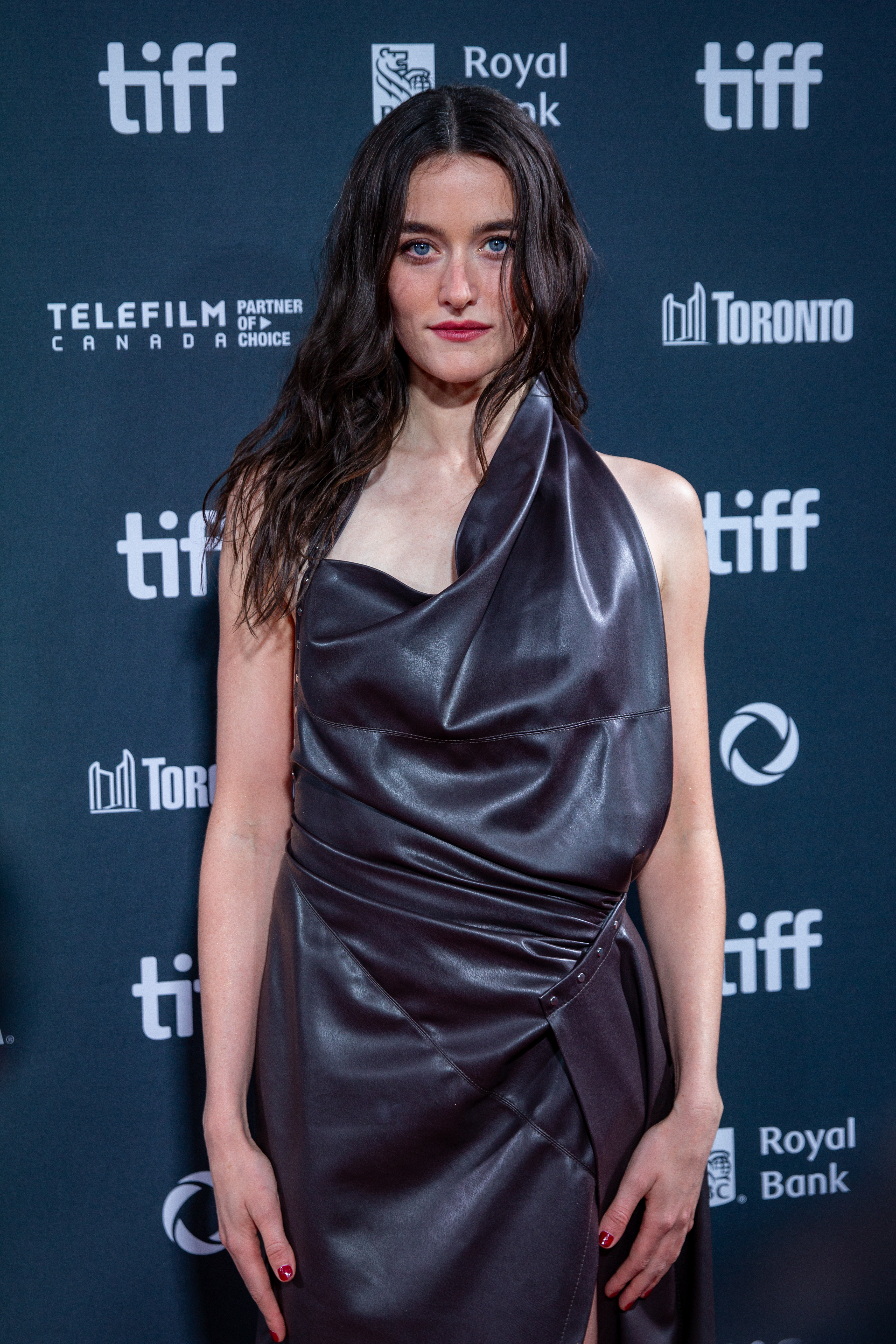
Sarah Pidgeon (2024)

Sarah Pidgeon (* 7. Juli 1996) ist eine US-amerikanische Schauspielerin.

## Leben
Sarah Pidgeon wuchs in Michigan auf und besuchte die  Birmingham Groves High School. Theatererfahrungen sammelte sie am Community House in Birmingham. Die Interlochen Arts Academy schloss sie 2014 ab, an der Carnegie Mellon University School of Drama in Pittsburgh erwarb sie 2018 einen Bachelor of Fine Arts.
Episodenrollen hatte sie 2018 in der Serien One Dollar und 2019 in Gotham. In der Dramaserie The Wilds von Prime Video gehörte sie von 2020 bis 2022 als Leah Rilke zur Hauptbesetzung. In der Miniserie Tiny Beautiful Things des US-Streamingdienstes Hulu verkörperte sie die Rolle der jungen Clare Pierce, während diese Rolle in höherem Alter von Kathryn Hahn übernommen wurde. Im Thriller Lazareth – End of Days war sie 2024 an der Seite von Ashley Judd als deren Nichte Maeve zu sehen. Für die Fortsetzung von Ich weiß, was du letzten Sommer getan hast wurde sie unter anderem neben Jonah Hauer-King und Chase Sui Wonders als Teil der fünfköpfigen Freundesgruppe besetzt. Für die FX-Serie American Love Story über John F. Kennedy Jr. erhielt sie als Carolyn Bessette die weibliche Hauptrolle.
Für ihre Darstellung der Diana in der Uraufführung von Stereophonic von David Adjmi am Playwrights Horizons (2023) bzw. am John Golden Theatre am Broadway (2024) wurde sie beispielsweise im Rahmen der Verleihung der Tony Awards 2024 in der Kategorie Beste Nebendarstellerin nominiert und mit einem Dorian Theater Award in der Kategorie Outstanding Featured Performance in a Broadway Play sowie dem Theatre World Award in der Kategorie Outstanding Debut Performance ausgezeichnet.
In den deutschsprachigen Fassungen wurde sie von Magdalena Höfner in Ich weiß, was du letzten Sommer getan hast, Lazareth – End of Days und Tiny Beautiful Things sowie von Sophie Rogall in The Wilds synchronisiert.

## Filmografie (Auswahl)
- 2014: Nowhere I’d Rather Be (Kurzfilm)
- 2018: One Dollar (Fernsehserie, Folge Garrett Drimmer)
- 2019: Gotham (Fernsehserie, Folge Legend of the Dark Knight: Jane Doe)
- 2020–2022: The Wilds (Fernsehserie, 18 Folgen)
- 2023: Tiny Beautiful Things (Miniserie, acht Folgen)
- 2024: Lazareth – End of Days
- 2024: Loyal Friend (The Friend)
- 2025: Ich weiß, was du letzten Sommer getan hast (I Know What You Did Last Summer)

## Auszeichnungen und Nominierungen
Tony Awards 2024
- Nominierung in der Kategorie Beste Nebendarstellerin für Stereophonic als Diana

Theatre World Award 2024
- Auszeichnung in der Kategorie Outstanding Debut Performance für Stereophonic als Diana[8]

Dorian Theater Awards 2024
- Auszeichnung in der Kategorie Outstanding Featured Performance in a Broadway Play für Stereophonic als Diana[9]